# شهرو (ویس و رامین)
شهرو مادر ویس در داستان ویس و رامین است که زنی از نسل جمشید شاه پیشدادی بود. او چندین بار ازدواج کرد و از هر یک از شوهرانش فرزندانی آورد. شهرو سی پسر داشت اما هنگامی که پا به سن گذاشته بود صاحب دختری شد که نام او را «ویس» گذاشت.

او همسر «قارن» است و معلوم نیست شهرو بر چه اساسی تعهد می‌کند که اگر دختری به دنیا آورد او را به عقد یک موبد فرتوت درآورد. سپس قول خود را از یاد می‌برد و بی‌آنکه به تشریفات مذهبی اعتنا کند، داد از داور را گواه می‌شمارد و دختر خود ویس را به برادرش می‌دهد و مهر موبد را نیز در پای عقد لازم نمی‌شمارد. در متن داستان شهرو لقب «شهربانو» دارد که با شوهرش قارن در همدان زندگی می‌کردند. قارن یا کارن نام و لقب یکی از خاندان‌های نژادهٔ ایرانی در دوره اشکانی و ساسانی است که مقر و مرکز اصلی آن نهاوند در استان همدان بود. صادق هدایت این داستان را تخیلی دانسته است .او می‌نویسد: نام پادشاهی که شهرو قول ازدواج دختر ویس را به او داده موبد است که شاعر ظاهراً به دلیل ضرورت شعری او را جایگزین نام دیگری کرده است یا نام موبد را به کنایه برگزیده است زیرا این، نام روحانیان زرتشتی بوده است. آرتور کریستنسن این داستان را تخیلی محض می‌داند.
ولادیمیر مینورسکی عقیده دارد که انتساب این داستان به دوران اشکانیان از دیگر دوره‌های تاریخی محتمل‌تر است.

## افراد همنام
- شهرو (موبد) نام موبدی زرتشتی است که در شاهنامه فردوسی آمده است.
- شهرو در برزونامه زن سهراب و مادر برزو بود. زیبارویی از شهر شگنان بود که سهراب پیش از رفتن به ایران بدو دل باخت و با وی آرمید. شهرو از سهراب بار برگرفت و پسری بزاد که او را برزو نامیدند. آنگاه سهراب انگشتری به شهرو داد تا برای فرزندش علامت پدر باشد و به سفر خود ادامه داد.[۴]